# British Rail 37 sorozat

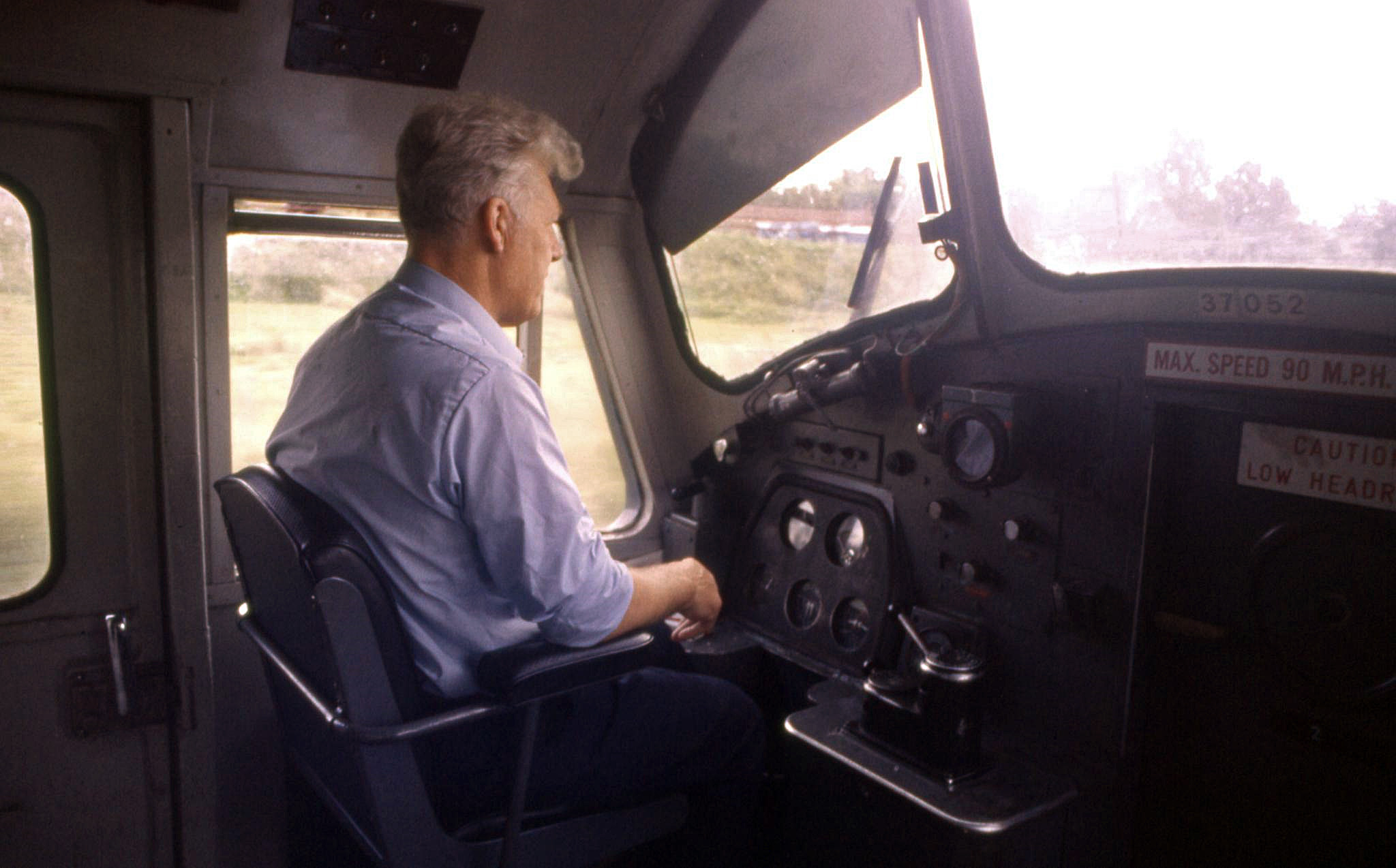
A mozdony vezetőállása

A British Rail 37 sorozat egy angol dízelmozdony-sorozat. A 308 db Co’Co’ tengelyelrendezésű mozdonyt 1960 és 1965 között gyártotta az English Electric (Vulcan Foundry) és a Robert Stephenson and Hawthorns. A mozdonyok teljesítménye 1305 kW, végsebessége 145 km/h.

## Üzemeltetők
- British Railways,

## Érdekességek
A mozdony szerepel a Transport Tycoon és a Transport Tycoon Deluxe nevű játékprogramokban is, előbbiben mint EE '37', utóbbiban UU "37".